# 帝室制度史
『帝室制度史』（ていしつせいどし）は、帝国学士院により編纂された日本の帝室制度の基本的な研究書。
続編は『皇室制度史料』（こうしつせいどしりょう）で、後年に宮内庁書陵部編纂で、現在も吉川弘文館より刊行中である。

## 概要
1920年1月に皇室より帝国学士院に対して学術奨励を目的として1万円が下賜された。これに対して学士院では、1万円の一部を皇室に関する諸制度の本質・意義を明らかにする帝室制度の研究に用いる院議がなされた。そこで岡野敬次郎・三上参次・美濃部達吉を担当委員、和田英松・五味均平・山本信哉を調査嘱託員として、調査嘱託員のもとに歴史学者を結集させ史料の採集・編纂などの研究事業にあたることになった。
途中、担当委員・調査嘱託員の死去などにより補充が行われ、前者には服部宇之吉・辻善之助・穂積重遠・久松潜一が、後者には諸橋轍次・龍粛・芝葛盛・坂本太郎などが任じられた。
1938年3月に最初の巻が発行（ただし、奥付は前年3月の日付となっている）され、太平洋戦争下の1945年3月までに下記6巻が発行された。
- 第1編「天皇」
  - 第1・2冊 国体（第1章）
  - 第3・4冊 皇位継承（第2章）
  - 第5冊 神器（第3章）
  - 第6冊 称号（第4章）

第二次世界大戦を経て1949年に帝国学士院が日本学術会議の下部組織（日本学士院）に変更され、同年に宮内府図書寮に移管され、更に宮内府図書寮も宮内庁書陵部となるなど、安定した編纂体制が確立されるに至らず、一時中断した。
昭和後期の1978年に『皇室制度史料』に名称を改め、編纂刊行が再開された。翌年に『帝室制度史』も吉川弘文館で、全6巻組が旧版復刻された。
平成期の2013年までに『皇室制度史料』太上天皇編3冊、摂政編2冊、皇族編4冊、后妃編5冊、儀制誕生編4冊、儀制成年式編3冊が刊行された。令和に入った2025年までにさらに6冊が刊行された（菊葉文化協会発行、吉川弘文館販売に移行）。
帝室制度史は章・節・款に分けられて各款に本文が記されて、関連史料が配列されている。時代的な制約はあるものの、厳密にして考証が尽くされた本文と豊富な史料収集によって今日まで皇室の歴史的な研究を行う上での基本的な文献とされている。これは皇室制度史料にも継承されている。

## 刊行史料
- 日本學士院編(以下略)『帝室制度史』全6冊　吉川弘文館、1979年
　帝国學士院編、昭和12～20年刊の複製、国立国会図書館書誌ID:000001440230
  - 『帝室制度史 第一巻』 吉川弘文館　オンデマンド版 2021年10月　ISBN　9784642710657
  - 『帝室制度史 第二巻』 吉川弘文館　オンデマンド版 2021年11月　ISBN　9784642710664　
  - 『帝室制度史 第三巻』 吉川弘文館　オンデマンド版 2021年11月　ISBN　9784642710671
  - 『帝室制度史 第四巻』 吉川弘文館　オンデマンド版 2021年11月　ISBN　9784642710688
  - 『帝室制度史 第五巻』 吉川弘文館　オンデマンド版 2021年11月　ISBN　9784642710695
  - 『帝室制度史 第六巻』 吉川弘文館　オンデマンド版 2021年11月　ISBN　9784642710701
- 宮内庁書陵部 編纂(以下略)『皇室制度史料 太上天皇 一』(国立国会図書館検索)、吉川弘文館　1978年3月 国立国会図書館
- 『皇室制度史料 太上天皇 二』(同上)、吉川弘文館　1979年3月
- 『皇室制度史料 太上天皇 三』(同上)、吉川弘文館　1980年3月
- 『皇室制度史料　摂政 一』吉川弘文館　1981年3月 ISBN 9784642011341
- 『皇室制度史料　摂政 二』吉川弘文館　1982年3月 ISBN 9784642011358
- 『皇室制度史料　皇族 一』吉川弘文館　1983年3月 ISBN 9784642011365
- 『皇室制度史料　皇族 二』吉川弘文館　1984年1月 ISBN 9784642011372
- 『皇室制度史料　皇族 三』吉川弘文館　1985年3月 ISBN 9784642011389
- 『皇室制度史料　皇族 四』吉川弘文館　1986年3月 ISBN 9784642011396
- 『皇室制度史料　后妃 一』吉川弘文館　1987年3月 ISBN 9784642011402
- 『皇室制度史料　后妃 二』吉川弘文館　1988年3月 ISBN 9784642011419
- 『皇室制度史料　后妃 三』吉川弘文館　1989年3月 ISBN 9784642011426
- 『皇室制度史料　后妃 四』吉川弘文館　1990年3月 ISBN 9784642011433
- 『皇室制度史料　后妃 五』吉川弘文館　1991年3月 ISBN 9784642011440
- 『皇室制度史料　儀制　誕生 一』吉川弘文館　2001年3月 ISBN 9784642011457
- 『皇室制度史料　儀制　成年式 一』吉川弘文館　2002年3月 ISBN 9784642011464
- 『皇室制度史料　儀制　誕生 二』吉川弘文館　2005年3月 ISBN 9784642011471
- 『皇室制度史料　儀制　成年式 二』吉川弘文館　2007年3月 ISBN 9784642011488
- 『皇室制度史料　儀制　誕生 三』吉川弘文館　2009年3月 ISBN 9784642011495
- 『皇室制度史料　儀制　誕生 四』吉川弘文館　2011年3月 ISBN 9784642011501
- 『皇室制度史料　儀制　成年式 三』吉川弘文館　2013年3月 ISBN 9784642012386
- 『皇室制度史料　儀制　立太子 一』吉川弘文館　2015年3月 ISBN 9784642012393
- 『皇室制度史料　儀制　立太子 二』吉川弘文館　2017年3月 ISBN 9784642012409
- 『皇室制度史料　儀制　践祚・即位 一』吉川弘文館　2020年3月 ISBN 9784642012416
- 『皇室制度史料　儀制　大嘗祭 一』吉川弘文館　2021年3月 ISBN 9784642012423
- 『皇室制度史料　儀制　践祚・即位 二』吉川弘文館　2023年3月 ISBN 9784642012430
- 『皇室制度史料　儀制　大嘗祭 二』吉川弘文館　2025年3月 ISBN 9784642012447